# Centro antiveleni
Il centro antiveleni (CAV)  è un servizio medico di informazione tossicologica che fornisce consulenza, al pubblico e agli operatori sanitari, su prevenzione, diagnosi e trattamento di intossicazioni (o presunte tali) dovute ad avvelenamento.
Il servizio telefonico offerto dal CAV è sempre attivo e a disposizione di tutti coloro che vengono a contatto o sospettano di essere entrati in contatto con un qualsiasi agente tossico. Possono essere trattati casi di uso incongruo o di sovradosaggio, volontario o involontario, di farmaci, di intossicazione alimentare, di contaminazione con sostanze chimiche o biologiche con suggerimenti per i pazienti o i medici curanti riguardo al trattamento del paziente esposto.
Nello spazio economico europeo, entro il 2025 i produttori di prodotti pericolosi sono tenuti a inviare la formulazione dei loro prodotti all'Agenzia europea delle sostanze chimiche (ECHA) e a stampare un codice identificatore unico di formula (UFI) nell'etichetta dei loro prodotti. Questo codice consente ai centri antiveleni di conoscere la formulazione esatta di un prodotto tutelando la riservatezza dei dati aziendali.